# Gang nach Canossa

Heinrich bittet Mathilde und seinen Taufpaten Abt Hugo von Cluny um Vermittlung; Vita Mathildis des Donizio, um 1115. Vatikanstadt, Bibliotheca Apostolica Vaticana, Ms. Vat. lat. 4922, fol. 49v.

Als Gang nach Canossa bezeichnet man den Bitt- und Bußgang des römisch-deutschen Königs Heinrich IV. von Dezember 1076 bis Januar 1077 zu Papst Gregor VII. zur Burg Canossa, wo dieser sich als Gast der Markgräfin Mathilde von Tuszien aufhielt. Dies war notwendig geworden, nachdem Heinrich IV. im Zuge seiner Auseinandersetzung mit dem Papst exkommuniziert worden war. Gemäß zeitgenössischen Quellen soll der König drei Tage lang vor den Toren der Burg um die Wiederaufnahme in die Kirche gefleht haben. Schließlich gewährte ihm der Papst Einlass und erteilte ihm die Absolution. Der Bußgang war ein Höhepunkt eines Streits zwischen dem Römischen Königtum und dem Papsttum um das Verhältnis von weltlicher und geistlicher Macht und um die Rolle der Reichskirche. In der späteren Geschichtsschreibung gab und gibt es eine Tendenz zur Überhöhung der Ereignisse, während die Zeitgenossen dem Bußgang im Vergleich zur vorangegangenen Bannung des Königs eher geringe Bedeutung beimaßen. Im heutigen Sprachgebrauch wird ein als erniedrigend empfundener Bittgang im übertragenen Sinn als „Gang nach Canossa“ oder „Canossagang“ bezeichnet.

## Vorgeschichte

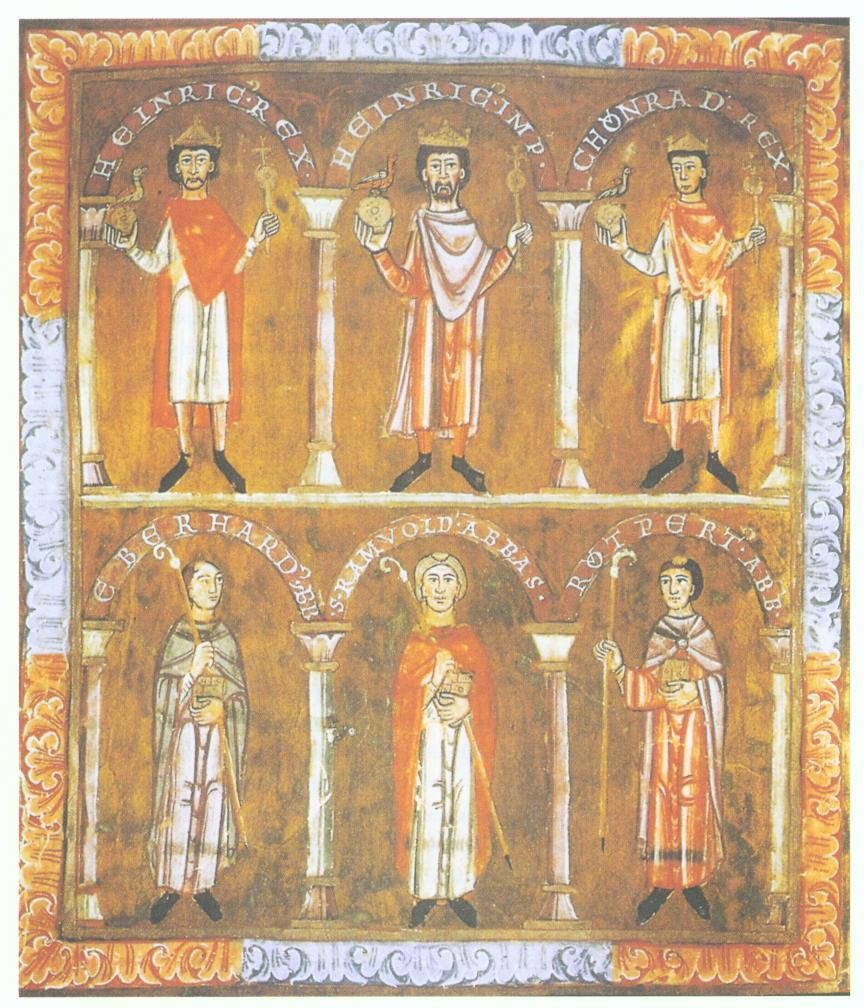
Im Evangeliar von St. Emmeram (Regensburg) wird der Gedanke der dynastischen Kontinuität zum Ausdruck gebracht: Beide Söhne Heinrichs IV. stehen trotz ihrer Rebellionen einträchtig neben ihrem Vater. Krakau, Bibliothek des Domkapitels 208, fol. 2v

Am 22. Februar 1076 setzte Gregor VII. – seit 1073 römischer Papst – auf der Fastensynode in Rom den König ab, exkommunizierte ihn und löste alle Christen von den Treueiden, die sie Heinrich geschworen hatten. Grund für diesen radikalen Schritt, der in der ganzen Christenheit für großes Aufsehen sorgte, war eine Auseinandersetzung um den Mailänder Bischofsstuhl, in deren Zuge der König am 24. Januar 1076 auf dem Hoftag zu Worms die Wahl des Papstes für ungültig und ihn damit als abgesetzt erklärt hatte. Die nachfolgende Exkommunikation des Papstes durch Bischof Wilhelm von Utrecht konnte den Zusammenbruch der Position Heinrichs IV. nicht verhindern. Nach dem Kirchenbann fielen viele der deutschen Fürsten, die Heinrich bis dahin unterstützt hatten, von ihm ab. Schließlich entschieden sich die Fürsten des Reiches, dass sich der König bis Februar 1077 von dem Bann befreien müsse, andernfalls werde man zur Wahl eines neuen Königs schreiten und Heinrich für abgesetzt erklären. Weiterhin musste sich der König schriftlich dazu verpflichten, die Amtsenthebung des Papstes zu widerrufen und ihm Gehorsam und Genugtuung zu leisten.

## Die Bußhandlung

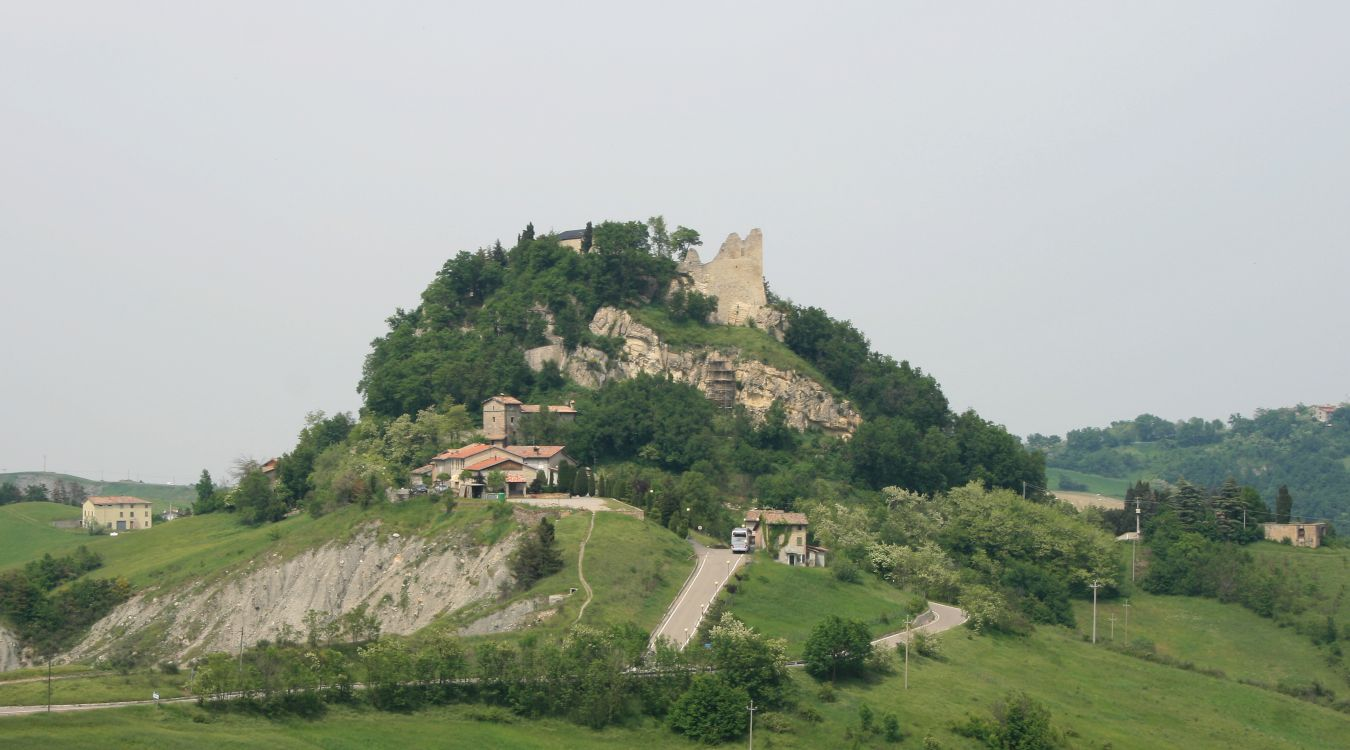
Bild der Burgruine Canossa in der Emilia-Romagna aus dem Jahr 2009. Von dem ursprünglichen Bau, in dessen Vorhof Heinrich drei Tage lang ausgeharrt hat, ist nichts mehr erhalten.

Um seine volle Handlungsfähigkeit wiederzuerlangen, zog der damals 26-jährige Heinrich dem Papst nach Italien entgegen. Die ihm feindlich gesinnten Herzoge Süddeutschlands versperrten ihm allerdings die von ihnen kontrollierten einfachen Alpenübergänge, so dass Heinrich den weiten und gefährlichen Umweg über Burgund und den Col du Mont Cenis nehmen musste. Der anstrengende Alpenübergang wurde von dem Geschichtsschreiber Lampert von Hersfeld, einem Anhänger des Papstes, in seinen Annalen wie folgt beschrieben:

„Hier nun mußten die Männer alle Gefahr mit ihren Kräften zu überwinden ſuchen, und bald auf Händen und Füßen kriechend, bald auf die Schultern ihrer Führer ſich ſtützend, bisweilen auch, wenn ihr Fuß auf dem ſchlüpfrigen Boden ausglitt, fallend und weit fortrollend, langten ſie doch endlich mit großer Lebensgefahr in der Ebene an.“

Bei der Burg Canossa angekommen, wurden zunächst Unterhändler zum Papst entsandt, welche die Bedingungen für die Absolution aushandeln sollten. Der Papst zeigte sich zunächst wenig kooperativ und forderte den Verzicht auf die Königswürde - eine Forderung, die für Heinrich freilich völlig inakzeptabel war. Nach weiteren Verhandlungen erklärte er sich dann aber doch zu einem Treffen mit dem König bereit und erklärte, er wolle den König wieder in die Gemeinschaft der Gläubigen aufnehmen, sollte dieser aufrichtige Reue zeigen und dem Heiligen Stuhle fortan die ihm gebührende Ehre entgegenbringen. Lampert von Hersfeld schildert die nachfolgenden Ereignisse folgendermaßen:

„[U]nd hier ſtand er, nach Ablegung des königlichen Schmuckes, ohne alle Zeichen königlicher Würde, keinerlei Pracht zur Schau tragend, mit entblößten Füßen, faſtend vom Morgen bis zum Abend, in Erwartung des Ausſpruches des römischen Papſtes. Dieſes that er am zweiten, dieſes am dritten Tage.“

Am 25. oder 28. Januar 1077 wurde Heinrich schließlich Einlass gewährt. Nachdem er seine Sünden bekannt hatte, wurde er von Gregor vom Bannfluch gelöst. Im Anschluss an die Lösung des Bannes wurde in der Kapelle der Burg die Messe gefeiert und ein Versöhnungsmahl abgehalten. Lampert von Hersfeld und Berthold von Reichenau behaupten übereinstimmend, dass der König in der Messfeier den Empfang der heiligen Kommunion aus der Hand des Papstes abgelehnt habe. In der Forschung wird diese Darstellung zumeist als Erfindung und antisalische Propaganda gewertet, da Gregor nicht versucht hat, dieses Vergehen gegen Heinrich zu verwenden. Andere Historiker halten die Schilderungen hingegen für glaubwürdig. Das nachfolgende Versöhnungsmahl habe daraufhin in einer frostigen Atmosphäre stattgefunden. Heinrich habe es vorgezogen, die Tischplatte mit dem Fingernagel zu zerkratzen, und die gereichten Speisen nicht angerührt - so behauptet es zumindest eine Einzelquelle. Von Historikern wird der Bußgang im Allgemeinen als taktischer Schachzug des Königs angesehen, um der drohenden Absetzung durch die Fürsten zu entgehen. Heinrich IV. erlangte durch die Aufhebung des Bannes einen Großteil seiner Handlungsfreiheit zurück, hatte letztendlich also sein Ziel erreicht, dabei jedoch nicht unerheblich an Prestige eingebüßt. Gleichzeitig war aber „[d]as Ringen um die höhere Autorität […] für alle Welt sichtbar zugunsten des Papstes entschieden, so daß es im Grunde eines förmlichen Widerrufs der Wormser Absage an «Hildebrand» und einer erneuten Anerkennung von Gregors Hirtengewalt nicht mehr bedurfte“.

## Nachfolgende Ereignisse
Trotz der Aufhebung des Kirchenbanns und des Wiedererlangens der Handlungsfreiheit entspannte sich Heinrichs Lage im Reich zunächst nur unwesentlich. Im Frühjahr 1077 wählten die deutschen Fürsten Heinrichs Schwager, Rudolf von Rheinfelden, zum Gegenkönig. Heinrich IV. forderte vom Papst energisch die Exkommunikation Rudolfs und drohte, andernfalls einen Parteigänger zum Gegenpapst zu ernennen. Gregor verhielt sich lange abwartend, trat dann aber im März 1080 offen auf die Seite der Rebellen über. Er erklärte den König erneut für gebannt und abgesetzt und entband die Untertanen von ihrer Gehorsamspflicht gegenüber dem Salier. Damit war ein endgültiger Bruch vollzogen. Den Rebellen gelangen zunächst einige militärische Erfolge gegen Heinrich, doch der Tod Rudolfs im Nachgang zur Schlacht bei Hohenmölsen im Jahr 1080 versetzte der Opposition einen schweren Schlag und ließ sie zu weiten Teilen zusammenbrechen. Zwar wurde Hermann von Salm 1081 zum neuen Gegenkönig proklamiert, doch sein Einflussbereich erstreckte sich lediglich über Sachsen. Im darauf folgenden Jahr zog Heinrich IV. erneut nach Italien. Der auf der Brixener Synode des Jahres 1080 zum königlichen Gegenpapst nominierte Erzbischof Wibert von Ravenna bestieg im März 1084 unter dem Namen Clemens III. den Papstthron und krönte Heinrich zum Kaiser, nachdem dieser im Frühjahr Rom eingenommen hatte. Damit begann ein Schisma, das bis kurz nach dem Tod Wiberts im Jahr 1100 andauern sollte. Nachdem die Normannen, die Gregor gegen die Kaiserlichen zur Hilfe gerufen hatte, die Heilige Stadt ausgeplündert und verwüstet hatten, musste Gregor mit kleinem Gefolge ins Exil nach Salerno fliehen, um dem Zorn der Stadtbevölkerung zu entgehen. Dort starb er im Mai 1085. Doch der Streit war damit noch nicht beendet und sollte sich auch unter den Nachfolgern Gregors fortsetzen.
(Siehe dazu: Der Investiturstreit nach dem Tod Gregors VII.)

## Rezeption

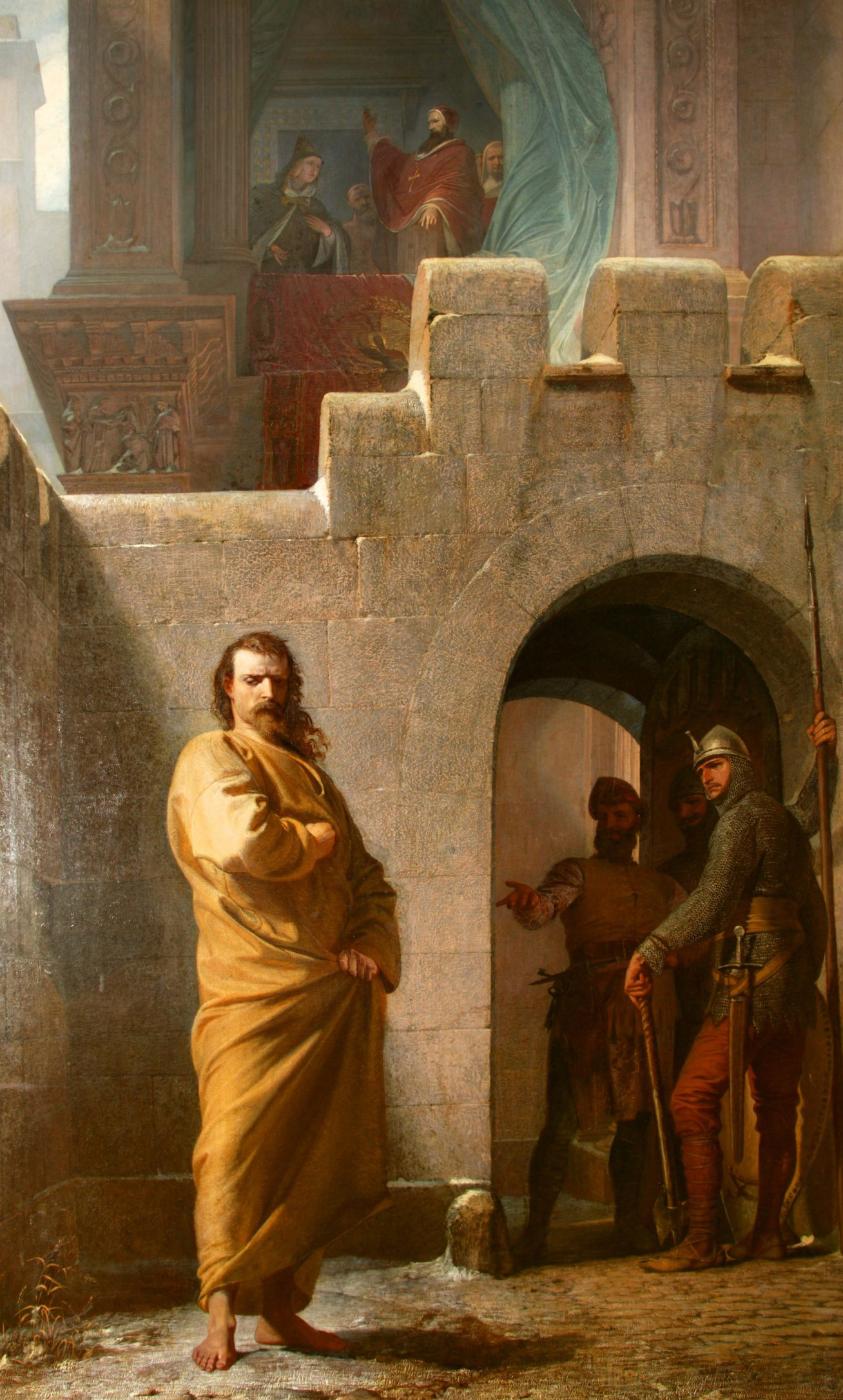
Das Historiengemälde Heinrich vor Canossa von Eduard Schwoiser aus dem Jahr 1862 zeigt einen ungebeugten, trotzigen Heinrich vor dem auf ihn herabblickenden Gregor

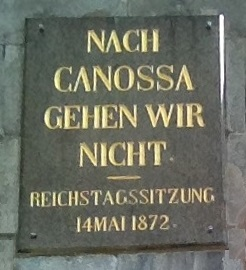
Inschrifttafel an der 1877 – 800 Jahre nach „Canossa“ – enthüllten Canossasäule in Bad Harzburg

Grundsätzlich kann gesagt werden, dass „‘Canossa‘ nicht das zentrale Wendeereignis [war], zu dem es in der Forschung lange stilisiert wurde“. Vielmehr hat erst das 19. Jahrhundert den Bußgang „zum Schicksalsereignis des deutschen Kaisertums gemacht“. Damit steht diese Deutung jener der zeitgenössischen Chronisten und Autoren des 12. Jahrhunderts völlig entgegen, die nicht etwa im Bußgang, sondern vielmehr in der ihm vorausgegangenen Exkommunikation des deutschen Herrschers „das nie dagewesene Ereignis“ – den welterschütternden Einschnitt – sahen. Otto von Freising spart den Begriff Canossa sogar völlig aus.
Erst im Zuge der Reformation rückte auch der Bußgang allmählich in den Fokus der Betrachtung, denn die frühen Protestanten sahen in der Bannung und der Bannlösung „reale Exempel anmaßender päpstlicher Machtübersteigerung“. Die Katholiken sahen in Gregor VII. hingegen einen Vorkämpfer für die Freiheit der Kirche und erhoben ihn 1584 sogar zur Ehre der Altäre. Als Papst Benedikt XIII. das Fest Gregors VII. im Jahr 1728 für die gesamte Kirche verbindlich einführte und das Offizium (Breviertext) an die durch diesen Papst gestärkte Kirchliche Freiheit und an den Sturz des „gottlosen“ Heinrich durch den Papst in Canossa erinnerte, erregte dies größten Anstoß in Frankreich, den Niederlanden, Österreich und Italien. Das Parlement de Paris und Kaiser Karl VI., nach ihm Maria Theresia, verboten in der Habsburgermonarchie und in den Österreichischen Niederlanden die Publizierung des Offiziumstextes bei drastischen Strafen gegenüber dem Klerus. Gallikanismus und österreichisches Staatskirchentum ließen die von Rom bewusst gesuchte Erinnerung an die Unterordnung des Kaisertums unter das Papsttum, die auch in der Gegenwart gelten sollte, nicht zu. Bei diesen Verboten blieb es bis in die 1830er Jahre.
Im späteren 19. Jahrhundert wurde Canossa zum Sinnbild päpstlich-kurialer Anmaßung und deutscher Schande. Die Malerei entdeckte die Dramatik der Situation als Stoff, der im Sinne des national-liberalen Fortschritts und der Reichsgründung gestaltet werden konnte, auch im Sinne des Historismus, der die Gegenwart im Spiegel der Vergangenheit deuten und verstehen wollte. Aber nicht nur in der Historienmalerei, auch in einem der großen Geschichtsdramen des österreichischen Spätrealismus, in Ferdinand von Saars Kaiser Heinrich IV., wurde „Canossa“ im zentralen dritten Akt des ersten Teils zum Spiegel des Verhältnisses von Papsttum und moderner Welt. Den Hintergrund dafür lieferte der österreichische Kulturkampf, in dem die an die Regierung gekommenen Deutschliberalen gegen das Konkordat von 1855 unter anderem die Zivilehe durchsetzten. Graf Anton Auersperg (populär unter dem Dichternamen Anastasius Grün) erzielte größte publizistische Resonanz in der Debatte des Herrenhauses am 20. März 1868, als er unter großem Beifall ausführte, das Konkordat von 1855 komme ihm vor „wie ein gedrucktes Canossa, in welchem das Oesterreich des 19. Jahrhunderts für den Josephinismus des 18. Jahrhunderts in Sack und Asche zu büßen hatte“. Über die Debatte und Auerspergs Auftritt berichtete eingehend die Wiener und auch die norddeutsche Presse. Otto von Bismarck erhielt darüber Berichte der Wiener Gesandtschaft.
Am 14. Mai 1872 griff Bismarck in einer Rede vor dem Reichstag den Bußgang auf: „Seien Sie außer Sorge, nach Kanossa gehen wir nicht, weder körperlich noch geistig.“ Dies stand im Zusammenhang mit der Einführung des Kanzelparagraphen und des Jesuitengesetzes im Rahmen des Kulturkampfes, der Auseinandersetzung der Nationalliberalen in Preußen mit der römischen Kurie über das Verhältnis von Staat und Kirche nach der Reichsgründung, nachdem Papst Pius IX. die Ernennung des Kardinals Hohenlohe-Schillingsfürst zum deutschen Gesandten beim Heiligen Stuhl abgelehnt hatte. Hohenlohe hatte als Kurienkardinal zuvor im Konflikt mit Pius IX. über das Infallibilitätsdogma das Vatikanische Konzil verlassen. Insofern war Bismarcks Ernennungsvorschlag eine durchsichtige Provokation von Papst und Kurie. Bismarcks Wendung vom „Gang nach Canossa“ wurde zum geflügelten Wort und steht seitdem als Bezeichnung für einen demütigenden Bußgang – und für die Ablehnung der Unterordnung unter den päpstlichen Primat. Diese Sicht von Canossa entspricht dem damaligen Geschichtsbild, denn das 19. Jahrhundert projizierte gerne Probleme der Gegenwart in die Vergangenheit.
Die im Jahr 2006 in Paderborn, einer Hochburg des Ultramontanismus im 19. Jahrhundert mit Auswirkungen auf das Selbstverständnis des Bistums bis in die Gegenwart, gezeigte Ausstellung „Canossa 1077. Erschütterung der Welt. Geschichte, Kunst und Kultur am Aufgang der Romanik“ verbannte die Wirkungsgeschichte des Ereignisses von Canossa in ein abgesondertes Gebäude, abseits der Preziosen, auf die sich das Interesse des Publikums richtete. Auch der Katalog thematisierte nicht die dem berühmten Diktum Bismarcks seit dem frühen 18. Jahrhundert vorausgehende Auseinandersetzung um die zwischen Papsttum und den katholischen Monarchen Europas umstrittene Sicht auf „Canossa“.
Eine radikale Neudeutung erfuhr der Gang nach Canossa Anfang der 2000er durch den angesehenen Mittelalterhistoriker Johannes Fried. Durch die Berücksichtigung vernachlässigter Quellen gelangte Fried zu der These, dass die lange Zeit gültige Chronologie der Ereignisse falsch sei. Demnach hätte Heinrich bereits seit dem Spätsommer 1076 (also vor Trebur) Kontakt zum Papst gesucht, um zu einer Verständigung zu gelangen und so seine innenpolitisch angespannte Lage zu entschärfen. Der Papst ging darauf auch ein, um so eine friedliche konsensuelle Lösung zu erzielen. Da Heinrich aber nicht als Gebannter nach Augsburg reisen wollte und der Papst sich mit der Reise nach Norden Zeit ließ, reiste er direkt nach Italien, wo der Papst den gebannten König willkommen hieß und ihn nach einem rein formellen Bußakt am 25. Januar 1077 vom Bann löste.
Nach Fried hatte es also nie einen für den König eventuell demütigenden Bußgang gegeben, sondern ein Treffen zwischen König und Papst, das längere Zeit vorbereitet worden war. Heinrich und Gregor haben demnach am 28. Januar 1077 auch einen Vertrag abgeschlossen, dessen genauer Inhalt nicht überliefert ist, der aber wohl den Frieden und Konsens wiederherstellen sollte. Der Pakt entfaltete jedoch keine Wirkung, da die Gegner des Papstes und des Königs die Einigung hintertrieben. Nach Frieds Interpretation zeigt der Gang Heinrichs nach Canossa die Bereitschaft von König und Papst, nicht im Konflikt, sondern im Konsens und auf die Vernunft bedacht zu handeln. Dieser Position haben die Mediävisten Gerd Althoff, Stefan Weinfurter und Steffen Patzold entschieden widersprochen. Der wissenschaftliche Diskurs ist derzeit nicht beendet.